# Grămești
Grămești è un comune della Romania di 3 098 abitanti, ubicato nel distretto di Suceava, nella regione storica della Moldavia. 
Il comune è formato dall'unione di 5 villaggi: Bălinești, Botoșanița Mică, Grămești, Rudești, Verbia.